# Nouvelle économie

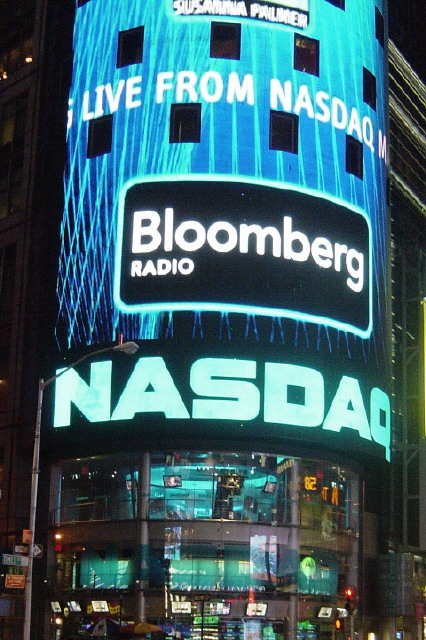
NASDAQ à Times Square, New York, États-Unis.

La nouvelle économie désigne la croissance économique évoluant depuis les années 1980 parallèlement à l'apparition et l'adoption des technologies de l'information et de la communication émergeant continuellement depuis la troisième révolution industrielle engendrée par internet. Elle entraine une augmentation de la productivité des entreprises et favorise l'émergence de nouveaux acteurs sur des marchés économiques dits dématérialisés.
La nouvelle économie se développe avec les technologies de l'ordinateur, des logiciels, d'internet et du Web, puis des smartphones et leurs applications mobiles, de l'internet des objets, du cloud, du web décentralisé, puis de l'intelligence artificielle et l'informatique quantique. Les NTIC conduisent à une augmentation considérable de la quantité d'information produite, stockée, traitée et échangée à travers le monde.
Après la première révolution industrielle basée sur la vapeur et le charbon, et la seconde avec l'électricité et le pétrole, la nouvelle économie évolue en parallèle de la troisième révolution industrielle induite par internet, ainsi que la quatrième depuis le milieu des années 2010 avec les objets connectés et les systèmes robotiques gérant les usines et entrepôts technologiques, et depuis 2022, de la cinquième révolution industrielle avec l'intelligence artificielle qui dans l'avenir pourrait être croisée avec l'informatique quantique.

## Les débuts de l'informatique personnelle
À la suite de la miniaturisation des composants électroniques dans les années 1970, l'ordinateur passe des grands ordinateurs centraux à destination des entreprises (ayant la taille d'une salle de bureau), à l'ordinateur personnel destiné à une utilisation au sein de chaque bureau, de chaque foyer et par chaque personne.

### L'ordinateur personnel
Le marché de l'ordinateur personnel démarre sous l'impulsion d'Apple avec son Apple II sorti en 1977, dont les ventes augmentent rapidement. Le chiffre d'affaires d'Apple passe ainsi de 774 mille dollars à sa création en 1977 à plus de 118 millions à l'été 1980. Son introduction en Bourse fin 1980 est un énorme succès valorisant la société à 1,7 milliard de dollars soit la plus grosse introduction en Bourse depuis celle de Ford en 1956.
Le succès de l'Apple II alerte IBM (géant des ordinateurs centraux) qui, alors en retard, commence à concevoir son IBM-PC à partir de l'été 1980. IBM le développe uniquement avec des composants standards disponibles sur le marché de la micro-informatique, afin de le commercialiser au plus vite, ce qui sera fait un an plus tard. Il opte pour le système d'exploitation de Microsoft, le MS-DOS, en ligne de commande comme l'Apple II, et ne protège son PC qu'avec la propriété intellectuelle de son BIOS qui gère les composants de la carte mère. IBM rattrape alors son retard, et sa division PC dégage des bénéfices dépassant rapidement ceux d'Apple qui connait alors des difficultés de production avec son Apple III.
Sur ce marché en pleine expansion, les composants standards d'IBM sont repris par d'autres constructeurs pour produire des Compatibles PC offrant les mêmes fonctionnalités, basées sur les mêmes composants informatiques, contrôlés par des BIOS réécrits ex nihilo pour être compatible tout en s'émancipant d'IBM, et s'exécutant sur des systèmes d'exploitation compatibles (variantes de DOS), ce qui leur permet de supporter les mêmes logiciels pour rivaliser directement avec IBM qui sera bientôt lui-même noyé par la concurrence.

### Les systèmes d'exploitation
Chaque ordinateur fonctionne dans un écosystème informatique déterminé par son système d'exploitation.
En 1984, et repris essentiellement sur les idées inventées au Xerox Parc dans les années 1970, Apple sort le Macintosh 128K, son nouvel ordinateur qui est vu comme une révolution du fait qu'il propose pour la première fois un appareil doté d'une interface graphique, et qu'il est livré avec une souris et un modem d'accès à internet.
Contrairement aux systèmes d'exploitation en ligne de commande, l'interface graphique permet la conception de logiciels dotés de fenêtres, d'icônes, de menus cliquables à l'aide d'un pointeur guidé par une souris. Grâce à ceci, les premiers logiciels fenêtrés dotés d'une ergonomie améliorée apparaissent sous forme de tableurs, éditeurs de texte, et boites mail.
Face à la compétition d'Apple et des systèmes DOS, Microsoft sort son système d'exploitation Windows 1.0 à la fin 1985 pour proposer une interface graphique comparable à celle d'Apple, et dans le même temps repousser la concurrence des systèmes DOS concurrents qui deviendront finalement obsolètes au début des années 1990. Microsoft s'impose rapidement comme leader sur ce marché avec Windows 3.1 sorti en 1992.
Cependant en 1991, Linus Torvald développe depuis zéro le noyau d'un système d'exploitation de la famille UNIX, appelé Linux qui sortira officiellement en 1994 sous licence libre GNU GPL. Initialement en ligne de commande, Linux se dote rapidement d'interfaces graphiques (X Window Système, Gnome). Linux reste un système d'exploitation de bureau peu utilisé, mais avec ses distributions libres, gratuites, modifiables, adaptables et exploitables librement, il dispose d'une forte communauté scientifique, d'utilisateurs avancés, de développeurs, et de professionnels ayant besoin de s'appuyer sur le modèle libre.

### La bulle internet
Leader sur le marché des navigateurs web, Netscape entre en Bourse en aout 1995 avec succès, faisant monter le cours de l'action de la jeune société au triple de sa valeur dès le premier jour, ceci malgré un déficit de 1,6 million de dollars cette année là. Cette spectaculaire introduction en Bourse induit les premiers symptômes de la bulle internet.
Comprenant l'importance de ce tout nouveau média numérique qu'est le web, de nombreux investisseurs financent massivement les pléthores de start-up affichant des business plans prometteurs, pour en financer le développement par croissance externe dans l'espoir soit de se faire racheter, soit de devenir leadeur sur leur secteur. Ces jeunes pousses qui rentrent rapidement en Bourse, avec des capitalisations boursières sans lien avec leur chiffre d'affaires réel ou leurs bénéfices, engendrent une fièvre spéculative sur les marchés de cette nouvelle technologie disruptive.
Voyant le succès de Netscape, Microsoft lance en 1996 son navigateur web Internet Explorer intégré directement au sein de Windows et donc de tous les PC vendus. Ceci eu pour effet de supprimer toute concurrence sur ce secteur dès 1998, et le monopole d'Internet Explorer durera des années. Cependant en mars 2000, Microsoft perd son procès antitrust concernant cette pratique monopolistique, bien qu'il prétextait qu'Internet Explorer fasse partie intégrante de son système Windows. Cet évènement met fin à la flambée spéculative du secteur des entreprises internet, entrainant les prémisses de l'éclatement de la bulle internet, qui aura débuté en août 1995 avec Netscape et se terminera fin 2000,.

### Les écosystèmes informatiques
Le marché de l'ordinateur personnel se développe, la demande augmente, de nouveaux logiciels apparaissent, les ventes se multiplient, les prix baissent ; le tout fait boule de neige, l'ordinateur évoluant ainsi progressivement en passant du serveur au micro-ordinateur, à l'ordinateur transportable, puis à l'ordinateur portable, et ultraportable, etc.
Apple adopte dès sa création un écosystème fermé avec du matériel et des logiciels ad hoc. Cet écosystème informatique est d'autant plus fermé que son constructeur ne respecte pas les standards établis mondialement et utilisés par la majorité des autres systèmes informatiques. Ainsi Apple décide de contrôler de bout-en-bout la conception, la fabrication, et la commercialisation de ses produits et leur matériel, leurs systèmes d'exploitation, leurs périphériques et connectiques, et ce jusqu'à la distribution des logiciels. Pourtant en 1997, Apple est au bord de la faillite et devra être sauvé par Microsoft avec un rachat d'actions de 150 millions de dollars pour lui éviter une situation de monopole sur le marché des systèmes d'exploitation.
L'écosystème ouvert des PC offre un modèle générique d'ordinateurs personnels que les constructeurs peuvent produire librement. Mais pour assurer une totale compatibilité, les constructeurs de PC se voient contraints d'acheter Windows à Microsoft qui a habilement conservé les droits des licences de ses systèmes d'exploitation DOS et Windows, plutôt que les avoir vendus à IBM.
Sachant que chaque logiciel doit être développé pour un système spécifique, et qu'il est difficile pour les développeurs de maintenir plusieurs versions, la domination de Microsoft sur le marché des systèmes d'exploitation depuis Windows 95, lui permet de devenir un géant du numérique avec une valorisation de 2 300 milliards de dollars au début de 2022, s'étant fortement diversifié (logiciels, jeux, consoles, cloud, IA), au point que Windows, vendu en lots aux constructeurs, ne représente plus qu'une petite partie de son chiffre d'affaires,.
Après son sauvetage par Microsoft, Apple rebondit avec des innovations telles que l'iMac en 1998, l'iPod en 2001, et l'iPhone en 2007. Ainsi Apple se mue en géant de la tech, devenant le principal constructeur de smartphones, il est doté d'une capitalisation de près de 3 000 milliards de dollars fin 2021.
L'écosystème de Linux est lui composé d'une galaxie de logiciels libres. Son code source étant public et libre de droits, Linux peut être adapté à n'importe quel matériel informatique, il reste ainsi le système le plus utilisé dans les faits. Il est intégré dans de nombreux produits comme des périphériques (imprimantes), des objets embarqués (IoT), des box internet, des télévisions, des ordinateurs, des smartphones (Android), des équipements industriels, des serveurs et grappes de serveurs.
Début 2022, les parts de marché des systèmes d'exploitation de bureau s'établissent à plus de 75% pour les PC contre 15% pour les Mac, et 3% pour Linux.

## Le logiciel
Au début de l'informatique, dans les années 1950, la programmation de logiciel était une discipline scientifique. Le code source des logiciels était libre de droits et faisait partie du domaine public à l'instar de toute science. Cependant, le droit d'auteur s'y invite rapidement de concert avec les micro-ordinateurs.

### Le logiciel propriétaire
Le modèle du logiciel propriétaire, apparu dans les années 1970, s'accroit fortement avec la croissance des ventes de micro-ordinateurs dans les années 1980. Son principe consiste à conserver secret le code source des logiciels afin de les commercialiser sous licences propriétaires commerciales (copyright) qui en limitent fortement l'étude, la modification et le partage. Les logiciels propriétaires se commercialisent sous différentes formes de licences, telles que des licences d'achat à vie avec ou sans mises à jour, des fonctionnalités payantes, de la publicité intégrée ou des abonnements prémiums.
Les points faibles des logiciels propriétaires sont le cout élevé de la licence imposée par leur entreprise, face aux logiciels gratuits (freeware) et aux logiciels libres, mais aussi le piratage qui permet de passer outre au paiement des licences – par exemple avec les logiciels « craqués » téléchargés sur le réseau BitTorrent.
Avec l'apparition de l'informatique en nuage (cloud computing), les entreprises des logiciels sous copyright se défendent en portant leurs logiciels sur le Web proposés avec une licence par abonnement, ou financés par la publicité tout en proposant des formules prémiums qui offrent des fonctionnalités supplémentaires avec la suppression de la publicité (Microsoft 365, Adobe Premiere Pro). Ce sont ici des licences bien plus rentables pour les entreprises, et cela permet d'éviter le piratage.

### Le logiciel libre
Le logiciel libre apparait en réaction à la généralisation du modèle propriétaire – même si son principe est antérieur. Le mouvement du logiciel libre se forme avec l'impulsion du copyleft formalisé au début des années 1980 par Richard Stallman à travers la licence GNU GPL maintenant sous l'égide de la Free Software Foundation (FSF).
Les licences libres permettent à chacun de consulter, d'étudier, de modifier et de redistribuer les versions modifiées des codes sources des logiciels libres à la fois techniquement et juridiquement, permettant ainsi un retour de la science de l'informatique.
Pour programmer les logiciels libres, des contributeurs volontaires, souvent passionnés, s'organisent en mutualisant leur travail de développeurs, proposant parfois à leurs utilisateurs de réaliser de petits dons.
Les codes sources de ces logiciels libres sont disponibles sur de grandes plateformes d'hébergement telles que GitHub – racheté 7,5 milliards de dollars par Microsoft assurant la pérennité de cet hébergeur open source. Pour cela les logiciels de programmation intègrent des outils collaboratifs permettant de synchroniser le code chez des hébergeurs, de conserver l'historique du code, de travailler en équipe, de lister les bugs à rectifier, réaliser des projets alternatifs, etc. Ce modèle fonctionne de la même manière que l'encyclopédie collaborative Wikipédia – mais en moins permissif, par exemple personne ne peut modifier le code source originel d'un logiciel open source en dehors de l'équipe de développement, sauf à en faire un fork, c'est-à-dire constituer un projet parallèle en reprenant le même code source, afin de pouvoir le développer indépendamment et en diverger librement.
Des sociétés de services informatiques (SS2I) proposent des services annexes, comme des modifications de code source pour répondre aux demandes spécifiques de clients, mais aussi de la maintenance informatique sur du matériel fonctionnant sous logiciel libre, comme ceux des serveurs sous Linux.
Les Creative Commons sont le pendant des logiciels libres pour les œuvres numériques, telles que les articles Wikipédia, des images, des photos, des musiques, des vidéos, etc.
Les plus gros projets du Libre, tels que Mozilla, Chromium, Android, et Linux sont développés par l'intermédiaire d'associations financées par la participation et des dons conséquents de consortiums et géants du numérique y ayant leurs intérêts, et parce qu'ils les utilisent, mais aussi pour s'aider de la recherche scientifique qui nécessite des logiciels au code ouvert (comme en intelligence artificielle).
La force du modèle du Libre, est en effet d'offrir l'accès à leurs codes sources pour les étudier, à leurs vérifications par les pairs pour les auditer afin de maintenir leur sécurité, ainsi qu'à la réutilisation de leurs briques logicielles – bibliothèques informatiques, frameworks (ensembles de bibliothèques), et systèmes d'exploitation au sein d'autres projets du Libre.
On remarque ainsi que le logiciel libre participe davantage à l'économie mondiale que le logiciel propriétaire, principalement à travers Linux et son dérivé mobile Android.

## L'évolution d'internet
Dans les deux premières décennies du XXIe siècle, l'usage d'internet s'est accru dans le monde de manière exponentielle, ce que l'on peut observer avec les chiffres suivants, qui sont des évaluations : le nombre de sites web est passé de 3 millions en 1999 à plus de 1,9 milliard en 2021 ; le nombre d'internautes est passé de 98 millions en 1999 à plus de 5 milliards en 2020,, ; la vitesse de connexion a été multipliée en moyenne par 400, avec une vitesse passant de 7 kilo-octets par seconde en l'an 2000 (modem 56K) à plus de 3 mégaoctets en 2021 (ADSL, Fibre, 4G, 5G), ; plus de 55 milliards de terminaux sont connectés à internet en 2021 contre seulement 50 millions en l'an 2000 – ce compris les ordinateurs, les smartphones, les objets connectés, les serveurs, etc ; la quantité de données accessibles par internet est passée de 800 téraoctets en l'an 2000 à plus de 8 000 milliards de téraoctets en 2021, soit une multiplication par 10 milliards en deux décennies,, ; plus de 6 500 milliards de téraoctets de données ont été produites en 2020 dont 1 300 milliards restent accessible publiquement en 2021 (les autres données étant privées ou éphémères telles que celles des messageries et réseaux sociaux) ; plus de 20 millions de milliards de téraoctets de données transitent par internet en 2021 ; le chiffre d'affaires du e-commerce est passé de 285 milliards de dollars en l'an 2000 à plus de 5 200 milliards de dollars en 2021,.
Internet est largement dominé par des géants du numérique regroupés sous l'acronyme de GAFAM (Google, Apple, Facebook, Amazon, Microsoft), terme devenu générique pour désigner ce type de géants.

## Le Web
Internet, créé au milieu des années 1970, trouve sa première application d'importance avec le World Wide Web, maintenant abrégé par le terme « Web ». Celui-ci est inventé en 1989 par Tim Berners-Lee afin de relier les documents entre eux par des hyperliens et de les rendre accessibles aux internautes. Le web se développe parallèlement aux premiers navigateurs dès 1993, comme Netscape Navigator qui domine rapidement le secteur de l'accès au web.

### Le Web 1.0
Le Web 1.0 utilisait déjà du texte HTML pour décrire chaque page. Il était passif, c’est-à-dire sans interaction avec les sites web, hormis pouvoir cliquer sur les hyperliens pour passer d'une page à une autre, d'un site web à un autre. Il n'existait pas encore de moteurs de recherche mais uniquement des annuaires de sites web, dont le plus connu était Yahoo!.
Les navigateurs des débuts du web inventaient de nouvelles balises HTML pour étendre les possibilités des pages web, dont entre autres les champs permettant de rentrer du texte, ce qui a permis l'apparition des premiers moteurs de recherche – comme AltaVista, puis Google en 1998 avec sa technologie avancée du PageRank.
La création anarchique des balises HTML prit fin en 1997 avec la standardisation du HTML 3.2 par le W3C, ce qui permettra au Web 1.0 d'évoluer lentement, de standard en standard, vers un Web 2.0 dynamique et participatif.

### Le Web 2.0
Si le Web 1.0 était passif, le Web 2.0 devient interactif et surtout participatif au sens où les internautes peuvent interagir avec les sites web et y publier des informations. Son principe repose sur le fait que le contenu des sites participatifs n'est produit que par les internautes et non par le site web lui-même, ce qui implique des pages web dynamiques permises par le HTML 5.0 dont le contenu change grâce au langage javascript.
Le Web 2.0 apparait au début des années 2000 avec les premiers forums de discussion qui seront rapidement suivis par les réseaux sociaux. Le Web participatif connaitra un succès fulgurant et sera le principal facteur du développement d'internet dans les années suivantes.

#### Sites web participatifs
Le Web 2.0 dispose en particulier de quelques géants.
Créé en 2001, Wikipédia implémente le concept d'une encyclopédie collaborative. Le contenu éditorial est entièrement rédigé par les internautes, chacun apportant sa contribution à des articles en les modifiant, en les développant, en les corrigeant, en les vérifiant. En 2021, Wikipédia atteint les 1,7 milliard de visiteurs mensuel, il est le 7e site le plus visité au monde, offrant 55 millions d'articles dans près de 300 langues,.
Créé en 2004, Facebook est l'un des premiers réseaux sociaux, mettant en relation les internautes avec leurs amis et leurs proches, chacun pouvant publier toutes sortes de contenu ainsi que participer à ceux de leurs contacts. En 2012 Facebook rachète le réseau social de partage de photos Instagram pour 1 milliard de dollars. Début 2022, Facebook compte près de trois milliards d'utilisateurs mensuels dont deux milliards d'utilisateurs journaliers, et Instagram plus d'un milliard mensuels. Renommée Meta en 2021, l'entreprise génère un chiffre d'affaires de 117 milliards de dollars sur l'année 2021, et sa capitalisation boursière est évaluée à 915 milliards de dollars en fin d'année.
En 2003, le réseau social professionnel LinkedIn est créé, et décollera entre 2004 et 2006. Il s'attaque au métier et à l'activité des professionnels et des entreprises, dont plus particulièrement le marché de l'emploi et du recrutement. Racheté par Microsoft en 2016 pour 26 milliards de dollars, LinkedIn est en constante augmentation disposant en 2021, de 800 millions d’utilisateurs enregistrés et 260 millions d’utilisateurs actifs mensuels en 2021. Il génère alors un chiffre d'affaires de plus de 10 milliards de dollars.
YouTube apparait sur le web en 2005, il propose aux internautes de publier leurs vidéos, et par la suite des retransmissions en direct (live) à l'instar de la télé. En 2006 avec 1,6 milliard de dollars, Google rachète YouTube qui devient en quelques années le premier média social avec environ 2 milliards d'utilisateurs mensuels en 2021 ; année lors de laquelle YouTube génère un chiffre d'affaires de 29 milliards de dollars.
En 2006, Twitter est créé en tant que réseau social commentant l'actualité par l'envoi de messages de microblogging (tweets) de quelques caractères accompagnés de photos ou vidéos et regroupés par des sujets (#hashtag), ou s'adressant à des utilisateurs (@Pseudos), dont de nombreuses personnalités, et pouvant être commentés et retweetés. En 2021, Twitter dispose de 217 millions d’utilisateurs actifs quotidiens, et réalise un chiffre d'affaires de 5,1 milliards de dollars en augmentation constante, particulièrement à chaque évènement de grande ampleur. Twitter fût racheté 44 milliards de dollars le 28 octobre 2022 par le milliardaire Elon Musk, qu'il a renommé « X » en juillet 2023.
Les messageries instantanées succèdent au SMS, par leurs capacités de communication de groupe qui se fait soit en privé avec ses proches, soit en public, voire par thématiques. On y trouve par exemple : iMessage, Google Message, Facebook Messenger, WhatsApp, Telegram.

#### Le modèle économique du Web 2.0
Le modèle économique des sites du Web 2.0 se base principalement sur l'acquisition des données personnelles de leurs utilisateurs, permettant d'offrir de la publicité ciblée à des annonceurs. Constituant la cible du marché, les internautes y accèdent et y publient leurs contenus gratuitement à l'aide des nombreuses fonctionnalités proposées, avec pour objectif de les rendre le plus captifs possible.
Afin d'optimiser leur chiffre d'affaires par la vente de publicité à leurs annonceurs réalisant des campagnes publicitaires, les sites participatifs doivent : maximiser leur audience : et par le nombre d'utilisateurs, et par le temps passé en ligne (à l'instar de la télé) ; maximiser les données recueillies dons le but de cibler précisément chacun de leurs utilisateurs, soit par acquisition directement sur leur site web, soit par acquisition commerciale – les uns revendant et rachetant ces précieuses données.
Ces sites maximisent leur audience à l'aide d'algorithmes opaques et complexes qui présentent les contenus aux internautes, mais aussi avec l'aide d'influenceurs qui sont rémunérés en fonction du nombre de leurs abonnés. Un contenu souvent partagé peut rapidement devenir viral et créer presque instantanément un véritable « buzz » médiatique, fort d'audience.
Si à l'origine les sites participatifs n'avaient que peu de responsabilités en tant que fournisseurs de service informatique, après quelques scandales ils deviennent progressivement responsables des points suivants :
- la modération des contenus malsains, haineux et autres fake-news de désinformation ;
- la modération des arnaques publicitaires de certains de leurs clients peu scrupuleux ;
- de l'application des règlementations assurant la protection des données de leurs utilisateurs.

Cependant, la modération (à postériori) reste difficile au regard du grand nombre d'utilisateurs et d'autant plus de la quantité de données produites, de l'instantanéité du partage de ces contenus, de l'équilibre avec la liberté d'expression, et des lois qui interdisent et obligent selon les différents pays.

## Les marchés en ligne
Les marchés en ligne ou marketplaces vont plus loin dans le concept initié par le « Web participatif » en proposant des produits et services mettant en relation des professionnels et des particuliers de manière directe et quasiment instantanée, ce qui est rendu possible par l’informatique, l'instantanéité d'internet, ainsi que le faible cout d'exploitation.
La première place de marché en ligne est celle d'eBay, introduite en juin 2001. Elle vend des produits professionnels et par la suite des produits d'occasions vendus entre particuliers. Elle connait un fort succès avec un taux de croissance de 150% sur ses 10 premières années d'existence. Cependant, eBay ne profite pas d'être l'acteur historique avec une capitalisation boursière de seulement 40 milliards début 2022 loin de celle des GAFAM.
Lancé en 1995, Amazon, initialement une librairie en ligne, entre en Bourse en 1997 avec succès. Sa stratégie de devenir plus grand le plus vite possible (Get Bigger Faster) l'oblige à supporter des pertes lors de ses premières années d'existence qui sont puisées dans la trésorerie acquise lors de son introduction en Bourse. La société ne réalise ses premiers bénéfices avec la vente de livres et CD seulement 5 ans plus tard, début 2002. En 2003, Amazon commence à incorporer les produits divers de toutes sortes, ce qui transforme la librairie en ligne en une vaste marketplace. Celle-ci connaitra un succès grandissant d'année en année, avec une capitalisation boursière multipliée par cinq entre 2005 et 2015. Amazon, fort de sa marketplace devenant progressivement la référence mondiale des places de marché de produits grand public, s'octroie un poids considérable dans l'e-commerce. Avec une diversification de ses services (principalement dans le cloud computing), Amazon dispose d'une capitalisation boursière de 2 500 milliards de dollars début 2022, ce qui en fait l'une des GAFAM, les géants du numérique.
La société Uber, créée en 2009, propose une marketplace mettant en relation directe des chauffeurs indépendants avec des personnes voulant de se rendre à une adresse, à travers l'application mobile « Uber » dotée du GPS, d'un payement mobile entre le client et le professionnel, et de l'évaluation des chauffeurs et clients entre eux afin d'assurer la respectabilité des participants. Le but est ici de libéraliser le secteur du marché traditionnel et très fermé des taxis (licences limitées), qui s'effondre alors rapidement. Début 2022, Uber est valorisé 85 milliards de dollars en Bourse.
Le terme d'ubérisation généralise le modèle économique d'Uber de mise en relation directe de professionnels indépendants avec des clients potentiels. C'est un phénomène socio-économique désignant l'économie collaborative ici modernisée par ces places de marchés en ligne. Celles-ci sont gérées par de grands acteurs du numérique qui rentabilisent leur modèle en utilisant différents leviers dont : des frais de commissions sur les transactions, des placements publicitaires payants, des affiliations de professionnels. Nombre d'acteurs de la nouvelle économie appliquent aujourd'hui ce modèle.
Parmi les principaux secteurs ubérisés on trouve notamment : la livraison de repas à domicile (Deliveroo), les services et les produits d'occasions (LeBonCoin, Facebook Marketplace), le transport des personnes (Blablacar), les services de particulier à particulier (AlloVoisin), la sous-location immobilière de propriétaires et visiteurs en concurrence avec l'hôtellerie (Airbnb), l’éducation entre les professeurs et les étudiants (Udemy), ou encore la santé avec la mise en relation des médecins avec les patients (Doctolib).
Les marchés en ligne font vivre à travers le monde quantité de petites et moyennes entreprises, d'artisans, de travailleurs indépendants et aident financièrement de nombreux particuliers. Ce modèle d'ubérisation renforce l'emploi et favorise le tissu économique dans son ensemble.

## Les smartphones
Les assistants personnels numériques (PDA), mi-téléphones et mi-ordinateurs miniaturisés pour tenir dans les mains, apparaissent au début des années 1990 et s'imposent progressivement au début des années 2000 avec des efforts de miniaturisation, et l'ajout de fonctionnalités comme les écrans tactiles avec stylets, ou les claviers physiques parfois coulissants. On peut citer par exemple le Newton d'Apple sorti en 1993, le système Windows Mobile de Microsoft, ou les PDA Palm  et Blackberry qui ont eu leur heure de gloire au début des années 2000 jusqu'à l'apparition des smartphones. Leur principal défaut était la profusion de modèles de PDA s'utilisant chacun différemment, ce qui rendait difficile le changement de marque.
En 2007, Apple lance une révolution sur le marché des PDA et des téléphones mobiles avec son nouvel iPhone, de forme plate avec un unique écran tactile, et un système d'exploitation (iOS) spécialement destiné à une utilisation avec les doigts. IOS affiche une interface simplifiée pour cet usage, et peut être étendu avec des fonctionnalités supplémentaires à l'aide d'applications spécifiques que chaque utilisateur peut installer sur ce que l'on appelle dorénavant le smartphone, un concept qui deviendra universel.
En 2005 à l'époque des PDA, Google rachète le système d'exploitation mobile « Android » basé sur Linux et Java. Android est un projet libre et open source, maintenu principalement par Google, et dont le code est public ce qui en facilite l'étude, ainsi que le développement d'applications et de surcouches logicielles.
Apple conserve la stratégie de son écosystème fermé mais unifié, avec des smartphones conçus et fabriqués tout-en-un dont le matériel et le système d'exploitation (iOS) sont propriétaires. Et surtout Apple y impose son magasin d'applications, l'App Store qui propose deux millions d'applications en 2021, tout en empêchant l'installation des applications ne provenant pas de l'App store, ainsi que de contourner ses frais de commissions obligatoires (voir l'affaire Epic Games vs Apple). Sur ce marché des smartphones, Apple profite d'être l'acteur historique, de sa marque mondialement reconnue, et de ses produits de haute qualité pour s'imposer comme leader, malgré une gamme réduite et très onéreuse de smartphones.
Pour concurrencer l'iPhone, Google reprend dès le début la stratégie de Microsoft en proposant gratuitement son système Android aux constructeurs de smartphones, qui peuvent ainsi l'adapter à leur propre matériel, s'exonérant du développement d'un système d'exploitation. Cependant pour profiter pleinement de l'écosystème Android (et pas seulement de son système d'exploitation), Google propose des services essentiels sous forme d'une licence payante, comprenant les principales applications Google (Maps, Gmail, Chrome) mais aussi son magasin d'applications, le Google Play Store avec ses deux millions d'applications disponibles en 2021. Avec des constructeurs tels que Samsung, Android connait un fort succès et passe devant l'iPhone courant 2012.
Avec 2,2% de parts de marché en 2016, Microsoft n'arrivera pas à s'imposer comme troisième concurrent, abandonnant son système d'exploitation mobile Windows Phone en 2017.
L'App Store et le Play Store des écosystèmes Apple et Google s'avèrent extrêmement lucratifs, prélevant 30% des revenus générés par les applications, achats et abonnements compris. Cependant fin 2021, sous la pression des régulateurs, les deux géants, menacés de pratiques monopolistiques, réduisent leur commission à 15% pour les applications à petits revenus.
Bien qu'Apple soit leader sur le segment haut de gamme, Samsung est en 2023, le premier constructeur de smartphones au monde, grâce à une gamme de smartphones diversifiée ainsi bien en qualité  qu'en prix, vendus sur tous les continents, allant du bas de gamme au milieu de gamme, jusqu'au haut de gamme
En 2021, le nombre global de smartphones en circulation s'évalue à 6 400 millions d'appareils, dont 1 900 millions d'iPhones, et 4 500 millions sous Android. Ce marché, dopé par la téléphonie 5G, est estimé à 450 milliards de dollars pour 2021 se répartissant comme suit : les smartphones Android avec 70% de parts de marché et l'iPhone avec 30% de parts de marché.
En plus des revenus de son écosystème Android, Google profite également de l'acquisition des nombreuses données personnelles recueillies par ses quatre milliards et demi de smartphones qui alimentent abondamment son big data à des fins de publicité ciblée.

## Le big data
Le big data désigne l'ensemble des mégadonnées numériques issues de l’utilisation des technologies de l'information et des communications. Toutes les activités internet génèrent en permanence des quantités colossales de données alimentant le big data. Afin d'être valorisables, ces mégadonnées doivent être à la fois volumineuses, personnalisées, variées, et être les plus véridiques possible.
Les données des internautes sont issues de nombreuses sources, telles que : les requêtes sur les moteurs de recherche web et mobile (Google accaparant 90% des recherches) ; les sujets, la fréquence et le type des sites web consultés, des articles lus dans l'actualité, des applications utilisées ; les lieux et établissements fréquentés à l'aide des applications de cartographie ; les avis sur les produits, les services, les professionnels ; les achats en ligne ; les interactions sur les réseaux sociaux avec les relations familiales et amicales voire professionnelles ; les communications avec les assistants vocaux (Google Assistant, Siri d'Apple, Amazon Alexa) ; et même l'analyse de « mots-clés » dans les mails ou les conversations qui sont écoutées en continu par les assistants vocaux et les smartphones.
Outre les mégadonnées des utilisateurs, le big data agrège également les quantités de données de l'internet des objets (IoT) constitué de divers et nombreux appareils connectés à internet, et servant de capteurs de données du monde physique.
Google, acteur principal sur le secteur des mégadonnées, complète avantageusement son big data avec les données recueillies par ses quatre milliards et demi de smartphones Android, ses nombreux services tels que Gmail, Google Shopping, Google Maps, Google news, les contacts et agendas Android, etc. Si Apple ne revend pas les données de son big data, elle les utilise néanmoins en interne.
Le croisement et l'analyse de ces données par l'apprentissage automatique (machine learning), reposant sur les vastes infrastructures des géants du numérique, permettent à ceux-ci de connaitre les catégories socioprofessionnelles, les habitudes de consommation, les préférences, les interrogations, les intentions de leurs utilisateurs, jusqu'à observer des changements de tendances macrosociales en temps réel. Ces données permettent aux géants du numérique d'accroitre fortement les performances du profilage des utilisateurs, du ciblage publicitaire, mais aussi plus stratégiquement de l'intelligence artificielle.
Sans cesse actualisées, analysées et exploitées, ces mégadonnées représentent d’immenses sources de revenus potentiels, et sont qualifiées d'or noir numérique.

## La publicité numérique
En 1660 apparait la première publicité imprimée dans le journal The London Gazette. Cette première publicité dans ce qui deviendra le journal officiel britannique marquera les débuts de la longue histoire de la publicité dans les médias traditionnels comme la presse écrite, la radio, le cinéma, la télé, puis se transforme ensuite en publicité numérique s'insinuant dans les médias numériques avec la publicité ciblée sur les sites web, la presse numérique, les smartphones, les applications mobiles.
Par l'analyse du big data, le profilage des utilisateurs permet aux géants de la publicité en ligne de proposer avec une grande réactivité de la publicité ciblée qui délivre des annonces ciblant une personne spécifique pour afficher la publicité au moment exact où un utilisateur particulier est enclin à l'achat d'un produit. Les avantages pour les annonceurs sont le ciblage d'utilisateurs déjà intéressés par le produit, un moindre budget publicitaire car ciblant uniquement certains clients, et donc un retour sur investissement plus important. La publicité ciblée permet aux petites entreprises de réaliser des campagnes publicitaires rentables pour se placer sur des marchés de niche. Le Web 2.0, le big data, les marketplaces, et la publicité ciblée permettent au tissu économique de se développer et de se diversifier toujours davantage.
Avec le rachat de DoubleClick en 2007 pour 3 milliards de dollars et l'accroissement de son big data, Google devient dans les années suivantes un géant de la publicité ciblée avec sa régie publicitaire Google Ads utilisée sur son moteur de recherche, sur YouTube et sur les applications Android, dont Google news qui finance nombre de journaux en ligne par la publicité.
Le marché de la publicité numérique s'accélère avec la digitalisation des médias et la publicité ciblée. L'estimation du marché mondial de toute la publicité est passée en une décennie de 475 milliards de dollars en 2011 à 710 milliards de dollars en 2021. Fin 2021, au sein de celui-ci le marché de la publicité numérique passe en une décennie de 32 milliards de dollars en 2011 à 442 milliards de dollars en 2021 soit 62% des dépenses publicitaires mondiales. Cette augmentation ne profite pas aux formats publicitaires traditionnels qui reculent même en passant de 440 milliards de dollars en 2011 à 268 milliards de dollars en 2021. De nombreux médias traditionnels français, en difficulté, sont d'ailleurs subventionnés par des aides publiques (presse, cinéma).
En 2021, le marché de la publicité numérique, pesant près de 450 milliards de dollars, est monopolisé par 3 géants du numérique représentant plus de 80% du chiffre d'affaires et se distribuant ainsi : Alphabet (Google) avec 50% du marché, Meta (Facebook) avec 25% du marché, Amazon avec 7% du marché à l'aide de ses produits sponsorisés.
Né avec les premiers navigateurs web, le marché de la publicité numérique s'enrichit en quelques années de nombreux supports de communication : le marketing téléphonique, les mails promotionnels et newsletters, la publicité sur les réseaux et médias sociaux, les encarts publicitaires ciblés dans les applications, etc. Ainsi, les moyens de communication à disposition des publicitaires deviennent progressivement illimités.

## L'informatique en nuage
L'informatique en nuage (le cloud) offre de nombreux services, parmi lesquels le logiciel en ligne (SaaS), la location de serveurs (IaaS), l'hébergement sur serveurs clés en main (PaaS).
En 2021, le marché mondial du cloud s'évalue à 445 milliards de dollars en croissance de 16,3% par an selon les secteurs.
Le logiciel en ligne pour particuliers et professionnels (SaaS), accaparant la majeure partie du marché avec 197 milliards de dollars en 2021. On y trouve par exemple : le stockage de données avec Google Drive, Microsoft OneDrive, Apple iCloud ; les logiciels de bureautique avec Microsoft Office 365, Apple iWork, Google Docs et G Suite. Il permet en outre le télétravail qui a fortement augmenté avec la pandémie débutée de 2020 à 2021. La mise à jour des logiciels en ligne devient transparente, le piratage disparait, mais aussi la concurrence open source dont les moyens sont trop limités pour cela. En outre, les logiciels en ligne ne sont plus vendus mais plus lucrativement loués et accompagnés de divers forfaits « prémium ». Ils permettent en sus la collecte d'informations pour le big data.
Le cloud computing représente un marché de 115 milliards de dollars, en forte croissance, en proposant de la location de serveurs (le IaaS pesant 67 milliards de dollars en 2021) et de serveurs clés en main (le PaaS, d'une taille de 48 milliards de dollars). Il offre la mise à disposition de réseaux, de stockage, de serveurs, mais aussi de systèmes d'exploitation (Linux, Windows) accessibles à distance par internet. Le cloud computing permet à la fois l'hébergement de parcs informatiques internes à une entreprise (intranet), et de services informatiques tournés vers le public (extranet). Le cloud computing propose des changements d'échelle automatiques et instantanés pour s'adapter aux ressources nécessaires sans que le client n'ait à s'occuper de son infrastructure sous-jacente. Avec les serveurs clés en main, les entreprises disposent d'une simplification de la gestion de leurs sites web, de leurs logiciels en ligne, ou de leurs applications mobiles. Les trois principaux acteurs sur ce marché sont des GAFAM, dont : Amazon AWS, qui est leadeur en tant qu'acteur historique du marché ; Microsoft Azure grâce à ses serveurs sous Windows simplifiant leur utilisation pour nombre de ses clients ; Google Cloud Platform proposant des services avancés dans le traitement des données (apprentissage automatique).
Le cloud présente l'avantage d'être accessible de partout sur le globe au travers d'appareils internet : à la fois pour les administrateurs et développeurs par les logiciels et navigateurs, ainsi que pour les utilisateurs finaux qui y accèdent par les sites web, les logiciels, ainsi que par les applications mobiles (connectées aux clouds via des interfaces de programmation ou API vers leurs serveurs).
En 2021, certains analystes pensent qu'une partie des entreprises réaliseraient près de 50% d'économie sur leur budget informatique en passant au cloud computing. Cependant, Richard Stallman, chantre du Libre, précise que cela représente un « piège propriétaire » liant le client à son fournisseur de cloud de manière disproportionnée.
Avec des ressources quasiment illimitées, son automatisation, ses capacités de stockage, sa puissance de calcul, et son accès facile, le cloud computing ressemble déjà aux prémisses d'un système d'exploitation d'internet, mais sans le respect de la philosophie du Libre.

## Les cryptomonnaies
Chaque cryptomonnaie repose sur une chaîne de blocs (blockchain) répartie dans un registre décentralisé (ou grand livre de comptes) et chiffrée selon un protocole informatique.

### La blockchain
La « blockchain » est théorisée en 1992, puis en 2004 avec l'apparition des « pièces électroniques » résolvant le problème de la « double dépense » (une même pièce qui permettrait deux achats),,. En 2008, le concept de blockchain intègre un réseau pair-à-pair sans organe central ni tiers de confiance. Et début 2009, la première blockchain apparait avec le réseau Bitcoin et sa cryptomonnaie le BTC (à distinguer).

### Les cryptoactifs
Les cryptomonnaies ou cryptoactifs disposent d'une valeur monétaire stockée sur les wallets dotés d'une « clé publique » pour recevoir, et d'une « clé privée » pour envoyer des actifs. Elles s'utilisent à titre d'investissement de long terme (holders), ou de spéculation (traders) ce qui peut provoquer de grandes variations selon les évènements liés – évolutions technologiques, pressions des régulateurs, projets de libéralisation, médiatisation. Les cryptomonnaies servent aussi à payer anonymement – rançons, ou produits sur le dark web. Les mineurs et validateurs sont récompensés automatiquement par des algorythmes.
Les cryptomonnaies stables (stablecoins) sont adossées à une monnaie fiduciaire (comme l'usdc valant un dollar et vice versa) permettant de faire du trading sans passer par les banques. Pour parer à ce risque de souveraineté monétaire, les banques centrales développent aussi des projets de monnaie numérique (MNBC).
La valeur des cryptomonnaies s'établit par la loi de l'offre et de la demande de manière liquide et instantanée sur des places de marché spécialisées. Affiliées à Visa ou Mastercard, celles-ci proposent des cartes bancaires convertissant automatiquement les cryptomonnaies en monnaies officielles pour acheter des biens contre une commission,. Mais pour parer au blanchiment d'argent, ces crypto-exchanges sont obligés au niveau (quasi) mondial d'identifier leurs clients (know your customer) avec leur pièce d'identité ou passeport.

### La finance décentralisée
La finance décentralisée (DeFi) remplace les intermédiaires de la finance par des marchés financiers décentralisés fonctionnant sans organe central de contrôle, comme des banques automatisées. Entre autres, la finance décentralisée propose du trading, des emprunts, des investissements plus ou moins risqués, du financement par crowdfunding sans d'autres intermédiaires que les algorithmes des applications DeFi. De nombreux acteurs de la finance blockchain sont des bots financiers.
En janvier 2022, la capitalisation de l'ensemble des cryptomonnaies s'évalue à 2 000 milliards de dollars contre 18 milliards cinq ans plus tôt, dont Bitcoin avec 880 milliards et Ethereum avec 450 milliards de dollars.

## Le Web décentralisé
Le Web décentralisé critique le Web 2.0 pour sa centralisation permettant la collecte par une poignée de multinationales de mégadonnées issues de la vie privée des internautes, leur monétisation et une liberté d’expression contrôlée par ces acteurs privés. La décentralisation incarnée par les blockchain dispose des mêmes caractéristiques, à savoir qu'il est décentralisé, ouvert, infalsifiable, autonome, sans organe de contrôle.

### Les contrats intelligents
Certaines blockchains disposent d'un langage de programmation permettant de développer des contrats intelligents (smart contracts), et des applications décentralisées (DAO),. Ces applications proposent des services autonomes, sans intervention humaine.
Les smart contracts sont dotés de caractéristiques semblables à des contrats juridiques numériques, étant :
- auditables par tous : car leur code source est inscrit en clair dans la blockchain, donc lisibles comme un contrat avant engagement.
- inaltérables : car l'écriture d'un smart contract dans une blockchain est définitive et ne peut plus être modifiée, tel un contrat signé.
- évolutifs : car il reste possible d'en proposer des mises à jour, à l'instar d'un avenant au contrat, pour remplacer une version obsolète ou boguée, ceci avec l'approbation des divers acteurs qui sans quoi quitteraient l'application.
- interconnectés : par des oracles avec d'autres applications blockchains, à des sources de confiances, ou à l'internet des objets[106].

Créée en 2015, la principale blockchain programmable est le projet Ethereum. Ethereum rassemble une vaste communauté de développeurs qui conçoivent de nombreuses applications décentralisées de tout type, alimentant le Web 3.0.

### Le Web 3.0
Si le Web 1.0 s'appuyait sur les hyperliens et le Web 2.0 sur les réseaux sociaux, le Web 3.0 se base des technologies mondialement décentralisées. Il est accessible par des applications de smartphones, ou des sites web à l'aide d'un navigateur et d'une extension – comme MetaMask. Ceci à condition de disposer des cryptomonnaies adéquates pour interagir avec les applications autonomes décentralisées. Il est considéré comme une futur révolution, même s'il n'en est en 2022 qu'à ses balbutiements du fait de sa complexité et de son code open source éloignant les financiers,.
En plus de la blockchain, le Web 3.0 appelé Web3 (à ne pas confondre avec le Web sémantique) s'appuie sur diverses technologies décentralisées.
Les jetons non fongibles (NFT) constituent l'équivalent d'un titre de propriété unique et infalsifiable permettant de certifier toute propriété et sa traçabilité qu'elle soit numérique ou physique. Ils permettraient de remplacer le métier de commissaire-priseur.
Les oracles blockchain affirment les faits incontestables en fournissant en temps réel aux applications décentralisées des valeurs issues du monde réel à la fois par des mesures de l'internet des objets, mais aussi par des sources officielles et des sources de confiances pour les smarts contracts concernés.
Le projet Inter Planetary File System (IPFS) met en commun les disques durs de nombreux nœuds du réseau. Il dispose début 2022 de 42 milliards de téraoctets permettant le stockage de données, y compris des vidéos.
Le cloud computing décentralisé offre de la capacité de calcul, pour tendre vers les caractéristiques du cloud computing que critiquait Richard Stallman pour son aspect non libre de « subordination propriétaire »,.
Du Web 3.0 émergent quantité de projets décentralisés en ligne comme : des wikis, des réseaux sociaux, des médias en streaming, des paris sportifs, des casinos, des jeux vidéos, de la cyberdémocratie, etc. Le potentiel de l'alliance entre le Web 3.0 et les cryptomonnaies pousse à une utilisation par micropaiements de toute activité sur internet, ce qui pourrait déboucher sur un nouvel âge d'or du Web.

### Le système d'exploitation d'internet
Le Web décentralisé interconnecte les blockchains et propose des micropaiements, des contrats intelligents, le stockage décentralisé, le cloud computing décentralisé, des applications internet décentralisées . Ainsi conçu, le Web 3.0 pourrait in fine aboutir à un système d'exploitation libre d'internet. Ce Web décentralisé représente les attentes d'un internet qui briserait l'oligopole des géants du web, ainsi que les structures de pouvoir existantes y compris étatiques,.

## La singularité technologique
Après la gestuelle, la parole, l'écriture, l'imprimerie, l'internet, le web décentralisé, et un système d'exploitation d'internet, l'évolution des communications interhumaines pourrait déboucher sur une interconnexion globale de l'intelligence humaine et artificielle,. À l'instar d'un superorganisme, l'Humanité pensante entrerait dans un développement exponentiel appelé la singularité technologique.